# Podlanišče
Podlanišče – wieś w Słowenii, w gminie Cerkno. W 2018 roku liczyła 157 mieszkańców.